# Kalkrand
Kalkrand est un village de la région de Hardap dans le centre de la Namibie. Il dispose d'une école et d'un centre médical.

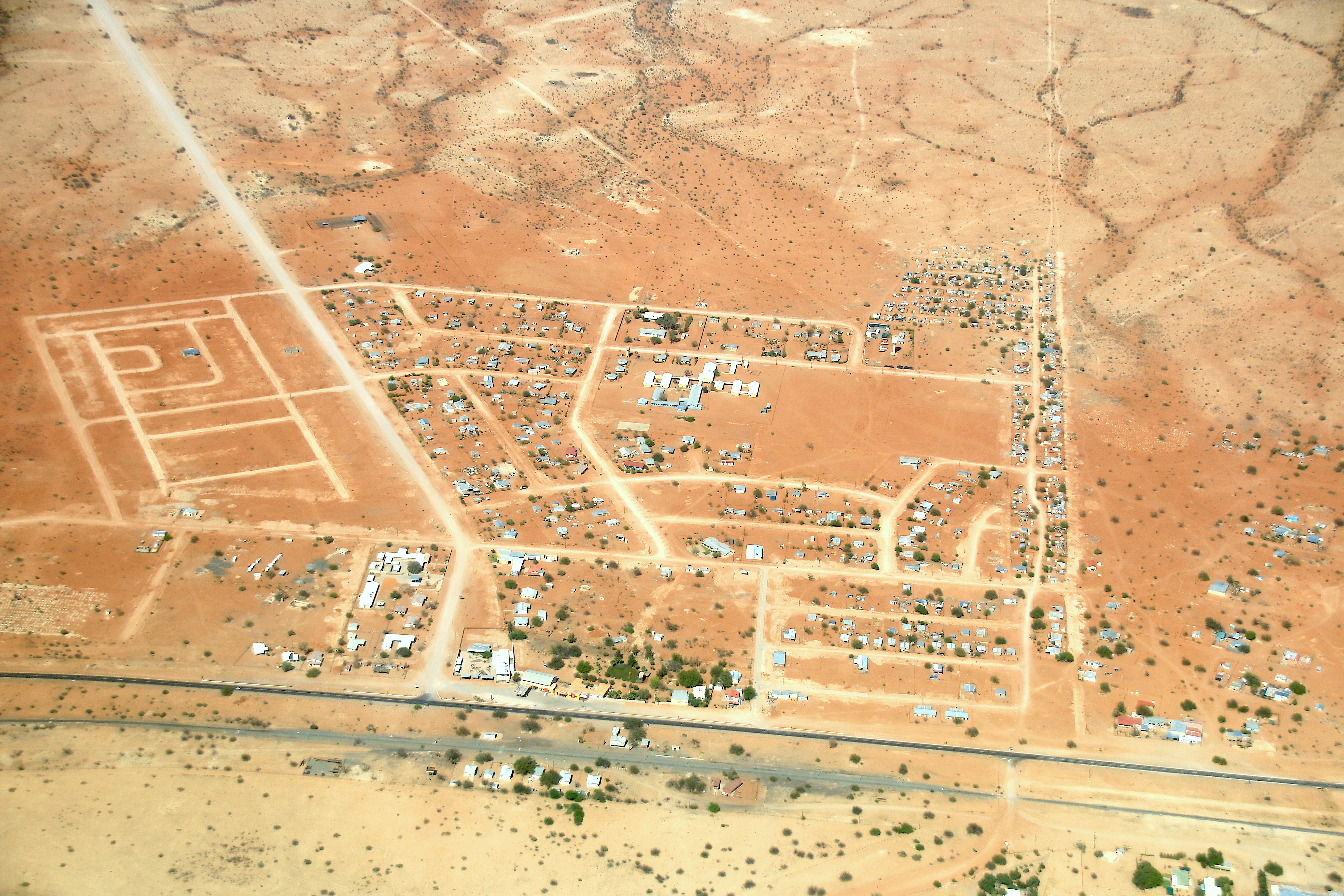
Vue aérienne de Kalrand.